# کیم جه-دوک

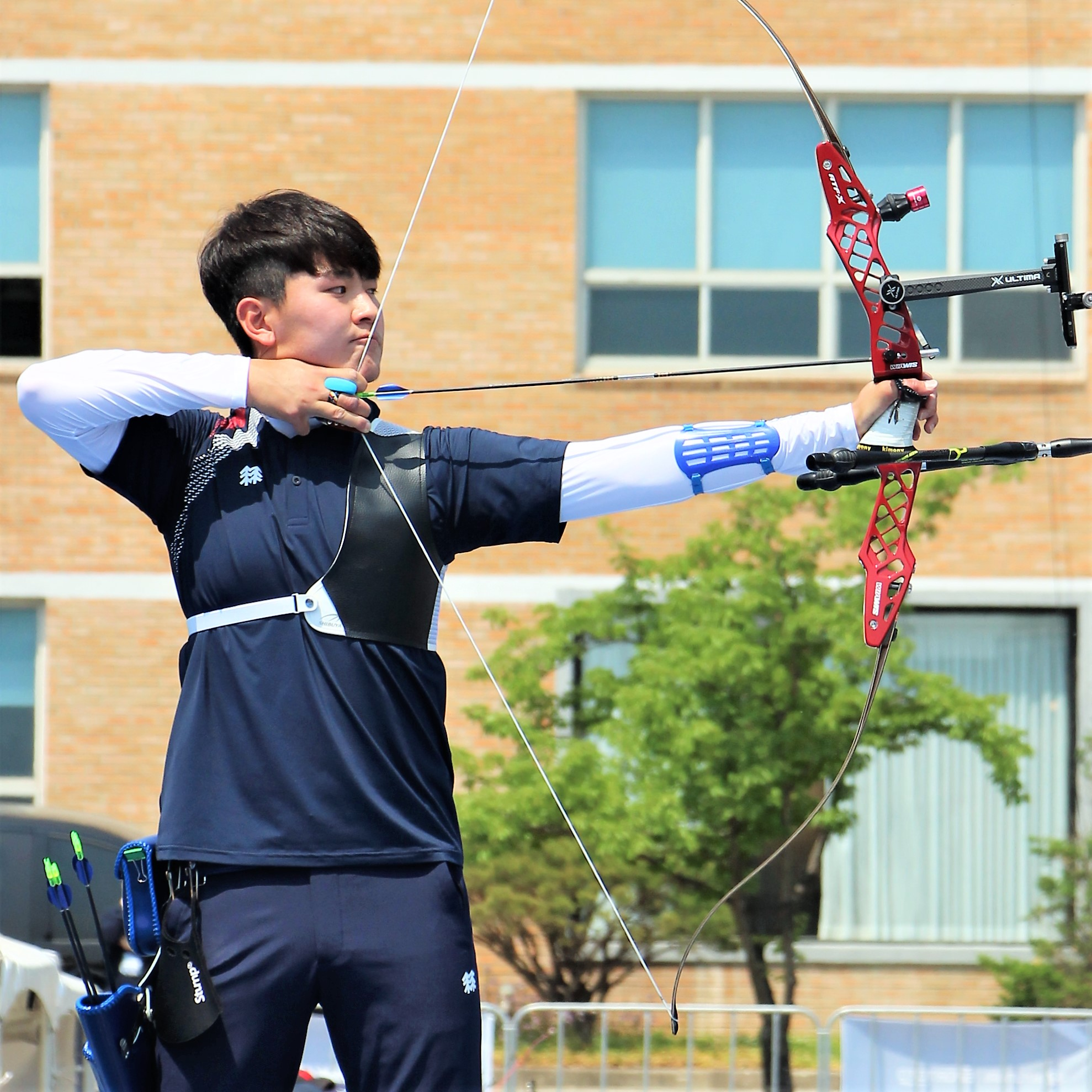
تصویر کیم جه-دوک در سال 2022

کیم جه-دوک (کره‌ای: 김제덕؛ زادهٔ ۱۲ آوریل ۲۰۰۴) کماندار اهل کره جنوبی است.
وی در مسابقات بین‌المللی در مجموع برندهٔ ۱ مدال طلا شده‌است.